# Бердюшиха (приток Елбани)
Бердюшиха — речка в России, протекает на границе Новосибирской области и Алтайского края. Устье реки находится в 16 км от устья по левому берегу реки Елбань на территории поселка Елбань Маслянинского района Новосибирской области. Длина реки составляет 13 км.

## Данные водного реестра
По данным государственного водного реестра России относится к Верхнеобскому бассейновому округу, водохозяйственный участок реки — Обь от города Барнаул до Новосибирского гидроузла, без реки Чумыш, речной подбассейн реки — бассейны притоков (Верхней) Оби до впадения Томи. Речной бассейн реки — (Верхняя) Обь до впадения Иртыша.